# I Romans
I Romans sono un gruppo musicale italiano, fondato nel 1959.
Nell'arco di tre decenni si sono spostati dal beat delle origini alla musica leggera più melodica.

## Storia

### Gli inizi
Il complesso viene fondato nel 1959 per l'iniziativa di Renato Lodispoto che, lasciato il gruppo The Happy Friends, per formarne uno più moderno, contatta alla Galleria Colonna a Roma lo studente di ragioneria Ignazio Polizzi Carbonelli (Polizzy) che si presenta come pianista e cantante (di origine nobile: il suo trisnonno era stato anche ministro nel Regno delle due Sicilie). Insieme contattano un compagno di Polizzy, Alberto Cori, sassofonista. I tre contattano uno studente dell'Accademia nazionale di Santa Cecilia, Diego Petrera, batterista, ed iniziano i primi concerti nella loro città, dove si presentano con il nome I Romans, ideato da Alberto Cori, visto che i quattro ragazzi sono tutti romani.
Manca però un chitarrista, e proprio durante un'esibizione al dancing Olimpo, al quartiere Tuscolano, vengono contattati da un ragazzo, Claudio Natili, studente di liceo classico e amico di un loro compagno di scuola (oltre che nipote del celebre autore di testi Alvise Natili, autore di classici della canzone napoletana come Aggio perduto 'o suonno e Palombella e di canzoni in italiano come il successo di Luciano Tajoli Mimosa), che suona la chitarra ed entra nel gruppo dopo un provino.
Iniziano anche le esibizioni fuori Roma (nell'estate del 1960 suonano in Sicilia dove hanno successo alcune canzoni composte da Lodispoto), ed alle consuete cover si affiancano le prime canzoni scritte da Ignazio Polizzy e Claudio Natili (che, nel frattempo, hanno abbandonato gli studi).
A causa della chiamata alle armi, dopo qualche anno Lodispoto lascia il gruppo  (ma più tardi riprendera'  a suonare con lo pseudonimo di Renato Monitore ottenendo successo personale come "piano bar"), e viene sostituito ne I Romans da Alfredo Dentale.

### I primi dischi
Durante una serata li ascolta Ezio Leoni, direttore d'orchestra collaboratore di Walter Guertler e direttore artistico di alcune etichette del gruppo SAAR, che li porta alla Celson facendoli debuttare con un 45 giri con una canzone scritta da Mogol e Gino Paoli, La tua mano: le vendite, però, non sono incoraggianti, così come anche quelle dei dischi successivi, arrangiati dal maestro Caio Bascerano, Non vuoi ballare il twist, Habibi twist e T'amo tamouré, in cui i Romans si accostano ai ritmi di moda nel periodo.
La Celson, delusa dai risultati, liquida il gruppo, salvando però Ignazio a cui propone un contratto come solista: Polizzy lascia quindi il gruppo e viene sostituito da Dino Scollo; pochi mesi dopo anche Petrera lascia il gruppo, avendo vinto il concorso per entrare nell'Orchestra della Rai, sostituito da Rino De Lucia.
L'attività dal vivo però, al contrario di quella discografica, prosegue con successo, ed i Romans, nella nuova formazione, continuano ad effettuare serate anche all'estero.
Vengono quindi notati da Alberto Carisch, che li porta ad una delle sue etichette, la MRC; ma anche i dischi di questo periodo non riscuotono grandi vendite, nonostante gli arrangiamenti ben curati dal maestro Renato Martini, collaboratore di Carisch ed in seguito anche autore per i Romans.

### Le vicissitudini della formazione
Nel 1967 Cori lascia il gruppo, per ritirarsi dal mondo dello spettacolo (diventerà amministratore di una casa di riposo per anziani); viene sostituito però non da un sassofonista ma da un secondo chitarrista di origine tarantina, Ninni Carucci, che rimane solo un anno per entrare poi ne I Gatti Rossi, gruppo che accompagnerà per un certo periodo Gino Paoli.
Al suo posto un nuovo saxofonista, Umberto Benny (proveniente da una famiglia di musicisti con il padre Rolando violoncellista ed il fratello Carlo fisarmonicista), che però decide in breve tempo di formare un gruppo suo, convincendo Scollo e De Lucia a seguirlo (il gruppo suonerà fino al 1988 esibendosi in tutta Europa).
Natili e Dentale contattano a questo punto nuovamente Ignazio, la cui carriera solista con la Celson non è andata a buon fine e che continua ad esibirsi nei locali: Polizzy decide di tornare nel gruppo e porta con sé il batterista Gianni Mennuni, proveniente da I Faraoni, ed è questa formazione a quattro che registra la sigla della trasmissione televisiva Qui ci vuole un uomo, la canzone Un uomo come me scritta da Leo Chiosso e Marcello Marchesi per il testo e da Gorni Kramer per le musiche.

### L'ascesa verso il successo
Nel 1967 si classificano al terzo posto nella quarta edizione del Festival delle Rose, interpretando in abbinamento con Lara Saint Paul la canzone Il pieno, che viene pubblicata come Lato B del disco contenente la versione della cantante eritrea, per la sua casa discografica, la CDI.
Scaduto il contratto con la MRC, i Romans passano alla Miura, una nuova etichetta, con la quale pubblicano altri due singoli (il primo contenente Finisce il mondo (insieme a noi), con testo di Leo Chiosso e musica di Arrigo Amadesi e Renato Martini) e scrivono canzoni per altri artisti della loro casa discografica (tra cui Le tue lettere per Mau Cristiani, che partecipa alla Mostra Internazionale di Musica Leggera nel 1969, poi vengono contattati dal maestro Gino Mescoli, che li porta alla Style.
Con la nuova etichetta pubblicano in un anno ben cinque 45 giri (il primo, Nel fondo di un bicchiere, esce in contemporanea con l'ultimo per la Miura, Lucy Lucy) ed il primo 33 giri, Gente qui gente là, che racchiude alcuni di questi brani più degli inediti.
Nell'estate del 1971 riscuotono un buon successo con Sole sole mare mare, tipica canzone estiva con la quale avrebbero dovuto essere in gara ad Un disco per l'estate. La partecipazione sfumò, ma l'appuntamento con la celebre manifestazione era stato solo rinviato.

### "Un disco per l'estate" e il successo
All'inizio del 1972 Menunni, per alcuni contrasti con Alfredo Dentale, lascia il gruppo (entrando come batterista nel complesso di Little Tony), e viene sostituito da Alberto Catani; contemporaneamente il gruppo torna ad essere un quintetto, con l'ingresso di Antonio Coclite, proveniente dai Roll's 33, che diventa presto il cantante principale del gruppo.
Il discografico e cantante Bruno Pallesi li contatta e propone loro un contratto con la sua etichetta, la Polaris: con il primo 45 giri partecipano a Un disco per l'estate 1972, e Voglia di mare (scritta da Polizzy e Natili insieme a Pallesi ed a Renato Martini) ottiene finalmente il grande successo, portando i Romans ai primi posti della hit parade e diventando una delle canzoni più vendute dell'anno.
Il successo si ripete con Anyway, Mille nuvole e soprattutto Caro amore mio, che partecipa al Festivalbar 1973 e che dà il titolo al loro secondo album.
A Un disco per l'estate 1974 propongono Il mattino dell'amore e l'anno successivo Stiamo bene insieme, che diventa una delle loro canzoni più note.
Anche come autori riscuotono grande successo. Tornerò, scritta da Polizzy e Natili, viene incisa dai Santo California e diventa un successo internazionale; proprio il rifiuto di Coclite ad incidere questa canzone, oltre alle sue aspirazioni soliste, causa l'ennesimo cambio di formazione. Avviene dunque l'ingresso di Silvio Aloisio, alternativamente conosciuto come "Daniele Montenero" e "Daniele Aloisio", nelle vesti di nuovo cantante solista.
Con il nuovo cantante, i Romans passano alla Yep, per cui pubblicano un altro grande successo, Coniglietto, che arriva fino al quarto posto dei dischi più venduti.

### La crisi
Nel 1977 inizia un periodo di crisi per il gruppo, non per motivi artistici ma per vicissitudini discografiche: i Romans decidono infatti di aprire una casa discografica, la Lovers, con cui pubblicano un album ed il 45 giri La mia donna: ma la vecchia etichetta, la Polaris, da un lato pubblica un disco con due brani tratti dall'album del 1974, dall'altro li denuncia per inadempienza contrattuale e la vertenza blocca così, di fatto, le nuove uscite discografiche (oltre che causare la chiusura dell'etichetta).
Gianni Boncompagni viene loro in aiuto e decide di produrli per l'etichetta di sua proprietà, la Bus, distribuita dalla CGD: l'album pubblicato, I ricordi più belli del nostro amore, arrangiato dal maestro Paolo Ormi, è uno dei migliori della produzione del gruppo, ma esce proprio nel momento in cui Boncompagni rompe il contratto di distribuzione con la CGD, che di fatto ritira dal mercato tutti i dischi della Bus.
Come se non bastasse, la Yep immette sul mercato un 45 giri con due provini risalenti a due anni prima.
Boncompagni li mette in contatto con Flavio Carraresi, che li porta alla RCA Italiana: ma essendo ancora in corso le vertenze legali, Io tu e Santana non può essere pubblicato con il loro nome, ed esce quindi a nome "Orizzonte".
Finalmente nel 1980 riprendono a pubblicare dischi con il loro nome ed esce un Q disc con quattro brani e l'anno successivo un nuovo album: ma i risultati commerciali sono deludenti.
Nello stesso periodo Polizzy e Natili, insieme a Carraresi, si dedicano alla scrittura di sigle televisive per i cartoni animati.
Carraresi produce ancora un 45 giri nel 1982, Amerò, e di lì a poco muore di un male incurabile; il gruppo sospende per qualche tempo l'attività, pubblicando ancora un 45 giri alla fine del decennio ed una raccolta con nuove incisioni dei loro successi l'anno successivo.
Dopo qualche tempo, nel 1998, muore Ignazio Polizzy, componente storico del gruppo.

### Il ritorno
Con il nuovo millennio, nel 2009 Daniele Aloisio (Silvio Aloisio/Daniele Montenero) e Claudio Natili hanno riformato i Romans con altri musicisti, riprendendo a suonare dal vivo e ad incidere.
Dal 2010 frequentano assiduamente, cantando il loro vasto repertorio, il programma "MilleVoci" di Gianni Turco, dove nel 2013 lanciano un nuovo brano che denuncia la situazione sociale della gioventù attuale, dal titolo Ragazzi soli.
Nel 2013, il gruppo partecipa vocalmente alla canzone Radio Amore Song, composta dal cantautore Gianfranco Caliendo (ex frontman, voce solista, chitarrista e autore de Il Giardino dei Semplici) su testo della cantante Flora Contento, per celebrare la storia dell'omonima emittente campana di successo. All'incisione, partecipano anche altri nomi importanti della scena delle band italiane: Gianfranco Caliendo, i Camaleonti, Daniel Sentacruz Ensemble, gli Homo Sapiens, i Santo California.
Appaiono per pochi secondi nella versione integrale del film Oscar "La grande bellezza" di Sorrentino mentre cantano "Caro amore mio".

## Formazione
- Ignazio Polizzy Carbonelli (1959-1963 e 1968-1990): voce solista, tastiere
- Dino Scollo (1963-1968): tastiere
- Claudio Natili (1959-in attività): chitarra, voce
- Renato Lodispoto (1959-1962): contrabbasso, basso
- Alfredo Dentale (1962-1990): basso
- Diego Petrera (1959-1963): batteria
- Rino De Lucia (1963-1968): batteria
- Gianni Mennuni (1968-1972): batteria
- Alberto Catani (1972-1990): batteria
- Ninni Carucci (1967-1968): chitarre
- Alberto Cori (1959-1967): sax, flauto
- Umberto Benny (1968): sax
- Antonio Coclite (1972-1975): voce solista, chitarre
- Daniele Aloisio (Silvio Aloisio/Daniele Montenero) (1975-in attività): voce solista, chitarre
- Giulio Grazia (1984-in attività): chitarre
- Carmine Migliore (2006-2009): chitarre
- Vincenzo Gnesutta (2006-in attività): basso
- Cesare Di Meglio (2006-in attività): batteria
- Stefano Vittozzi   (2009-in attività): tastiere
- Marilena Striano (2006-2009): tastiere
- Alberto Borino (2019-in attività): batteria e percussioni
- Achille Majorano (2020-in attività) : tastiere
- Michele Santiglia (2024-in attività) : batteria e percussioni

## Discografia

### Album in studio
- 1970 - Gente qui gente là
- 1973 - Caro amore mio
- 1974 - Quando una donna...
- 1975 - Promesse d'amore
- 1977 - I ricordi più belli del nostro amore
- 1977 - Il meglio de "I Romans"
- 1981 - I Romans
- 1990 - Traghettando
- 1990 - Il meglio dei Romans
- 2006 - Un momento di più

### Q disc
- 1980 - Ho bisogno di te

### Singoli
- 1961 - My love is dead/Non vuoi ballare il twist
- 1962 - La tua mano/Nani e pigmei
- 1962 - Habibi twist/Basta un pensiero
- 1963 - Con te sulla spiaggia/T'amo tamouré
- 1966 - Guarirò/La ballata di un cuore
- 1967 - Finisce il mondo/Come amici
- 1968 - Un uomo come me/Come amici
- 1968 - Il pieno/Il pieno
- 1968 - Che tempo fa, Gigi/Finisce il mondo (insieme a noi)
- 1970 - Lucy Lucy/Processo a George Brown
- 1970 - Nel fondo di un bicchiere/Lollypop
- 1970 - Ore 20,40/Le scarpe mi portano da te
- 1970 - Apri gli occhi/6/2023
- 1970 - Gente qui gente là/L'ora giusta
- 1970 - Io, la primavera e tu/Te ne vai
- 1971 - Sole sole mare mare/Gente qui gente là
- 1972 - Voglia di mare/Mamma mia non piangere
- 1972 - Anyway/Fingevo di dormire
- 1973 - Mille nuvole/Sono io che torno
- 1973 - Caro amore mio/Sono io che torno
- 1974 - Il mattino dell'amore/Valentino e Valentina
- 1974 - Quando una donna/Un momento di più
- 1975 - Stiamo bene insieme/Come una farfalla
- 1976 - Coniglietto/Vorrei averti vicino
- 1977 - La mia donna/Na na na
- 1977 - Mi mancherà/Matita blu
- 1978 - Sei bella/Si fa sera
- 1978 - Romantica Lisa/Squadra speciale
- 1979 - Io, tu e Santana/Disco sanbanana-na
- 1980 - Ho bisogno di te/Il campione
- 1982 - Amerò/È di più che...
- 1986 - E sono un gabbiano/Io e te

### Album dal vivo
- 1975 - Concerto d'estate